# U-750
Unterseeboot 750 foi um submarino alemão do Tipo VIIC, pertencente a Kriegsmarine que atuou durante a Segunda Guerra Mundial.

## Comandantes
| Comandante             | Data                                      |
| ---------------------- | ----------------------------------------- |
| Oblt. Georg von Bitter | setembro de 1943 - 31 de agosto de 1944   |
| Oblt. Justus Grawert   | 1 de setembro de 1944 - 5 de maio de 1945 |

## Subordinação
Durante o seu tempo de serviço, esteve subordinado às seguintes flotilhas:
| Período                                    | Flotilha                                 |
| ------------------------------------------ | ---------------------------------------- |
| 1 de setembro de 1943 - 1 de abril de 1945 | 24. Unterseebootsflottille (treinamento) |
| 1 de abril de 1945 - 1 de maio de 1945     | 5. Unterseebootsflottille (treinamento)  |